# 曉組
在漢語音韻學中，曉組是指喉音聲母：
- 曉母
- 匣母